# Норман (Арканзас)
Норман (англ. Norman) — місто (англ. town) в США, в окрузі Монтгомері штату Арканзас. Населення — 303 особи (2020).

## Географія
Норман розташований за координатами 34°27′33″ пн. ш. 93°40′36″ зх. д. / 34.45917° пн. ш. 93.67667° зх. д. (34.459296, -93.676598).  За даними Бюро перепису населення США в 2010 році місто мало площу 2,98 км², з яких 2,95 км² — суходіл та 0,03 км² — водойми.

## Демографія
Згідно з переписом 2010 року, у місті мешкало 378 осіб у 168 домогосподарствах у складі 98 родин. Густота населення становила 127 осіб/км².  Було 210 помешкань (71/км²). 
Расовий склад населення:
| - 94,4 % — білих - 1,1 % — азіатів - 0,3 % — корінних американців |

До двох чи більше рас належало 3,4 %. Іспаномовні складали 2,1 % від усіх жителів.
За віковим діапазоном населення розподілялося таким чином: 22,8 % — особи молодші 18 років, 52,6 % — особи у віці 18—64 років, 24,6 % — особи у віці 65 років та старші. Медіана віку мешканця становила 45,5 року. На 100 осіб жіночої статі у місті припадало 90,9 чоловіків;  на 100 жінок у віці від 18 років та старших — 87,2 чоловіків також старших 18 років.
Середній дохід на одне домашнє господарство  становив 31 306 доларів США (медіана — 25 625), а середній дохід на одну сім'ю — 38 214 долари (медіана — 32 500). За межею бідності перебувало 31,9 % осіб, у тому числі 46,1 % дітей у віці до 18 років та 23,0 % осіб у віці 65 років та старших.
Цивільне працевлаштоване населення становило 108 осіб. Основні галузі зайнятості: освіта, охорона здоров'я та соціальна допомога — 24,1 %, мистецтво, розваги та відпочинок — 14,8 %, публічна адміністрація — 13,9 %.